# 田沼望
田沼 望（たぬま のぞみ、文久3年8月15日（1863年9月27日）- 明治33年（1900年）8月24日）は、明治時代の宮内官、政治家、華族。貴族院子爵議員。旧姓は伏原。
山城国京都で少納言伏原宣諭の次男として生まれる。旧遠江国相良藩（上総国小久保藩）藩主家当主の田沼智恵の入婿となり1880年（明治13年）12月11日に家督を継承。1884年（明治17年）7月8日、子爵を叙爵された。
1878年（明治11年）宮内省十一等出仕となる。以後、同御用掛、侍従試補などを歴任した。
1891年（明治24年）4月10日、貴族院子爵議員補欠選挙で当選し、1897年（明治30年）7月9日まで1期在任した。

## 親族
- 室：田沼智恵（田沼意尊長女）[1]
- 子：田沼正 - 子爵、1920年（大正9年）6月爵位返上[1]
- 実兄：伏原宣足 - 子爵、貴族院子爵議員[7]
- 実姉：木下綾子（木下俊愿室）
- 実姉：千家俊（千家尊福室）[7]

## 補注